# 吉尔克雷斯特 (科罗拉多州)
吉尔克雷斯特（英語：Gilcrest），是美国科罗拉多州韦尔德县下属的一座城市。建市于1912年3月18日，面积大约为0.818平方英里（2.119平方公里）。根据2010年美国人口普查，该市有人口1,034人。2011年估计该市有人口1,059人，相比2010年人口增长率为2.42%。同时，论人口该市是科罗拉多州第140大城市。